# Ajnāla
Ajnāla är en ort i Indien.   Den ligger i distriktet Amritsar och delstaten Punjab, i den norra delen av landet, 400 km nordväst om huvudstaden New Delhi. Ajnāla ligger 231 meter över havet och antalet invånare är 19 691.
Terrängen runt Ajnāla är mycket platt. Runt Ajnāla är det tätbefolkat, med 369 invånare per kvadratkilometer. Ajnāla är det största samhället i trakten. Trakten runt Ajnāla består till största delen av jordbruksmark.